# Мичуринск (аэродром)
Мичуринск (до 1932 — Козлов) — военный аэродром около города Мичуринска, Тамбовская область.

## Расположение
Аэродром расположен в 8,5 километрах от центра города, между Мичуринском и Жидиловкой. Ближайший населённый пункт — поселок Зелёный Гай. К аэродрому подходит грунтовая дорога от шоссе Мичуринск — Жидиловка. Позывной аэродрома — «Сатурн», частота подхода — 128,5 МГц, частота круга — 124,0 МГц.

## История аэродрома
В период Великой Отечественной войны в 1942 году на аэродроме базировалась 53-я авиационная дивизия дальнего действия. До конца июля 1942 года дивизия действовала в интересах Воронежского фронта. Ее части наносили бомбовые удары по войскам противника в районе Касторное, уничтожали наведенные переправы на реке Дон, принимая участие в Сталинградской битве.
В послевоенный период на аэродроме базировался учебный полк Тамбовского высшего военного авиационного училища лётчиков имени М.А. Расковой. 
В настоящее время на аэродроме базируется 644-й учебный авиационный полк ВВС России.
Ранее на аэродроме дислоцировались самолёты Aero L-29 Delfin, затем Су-24, Су-25.
В соответствии с приказом Министерства транспорта России под кодом UUR240 действует зона ограничения полётов.

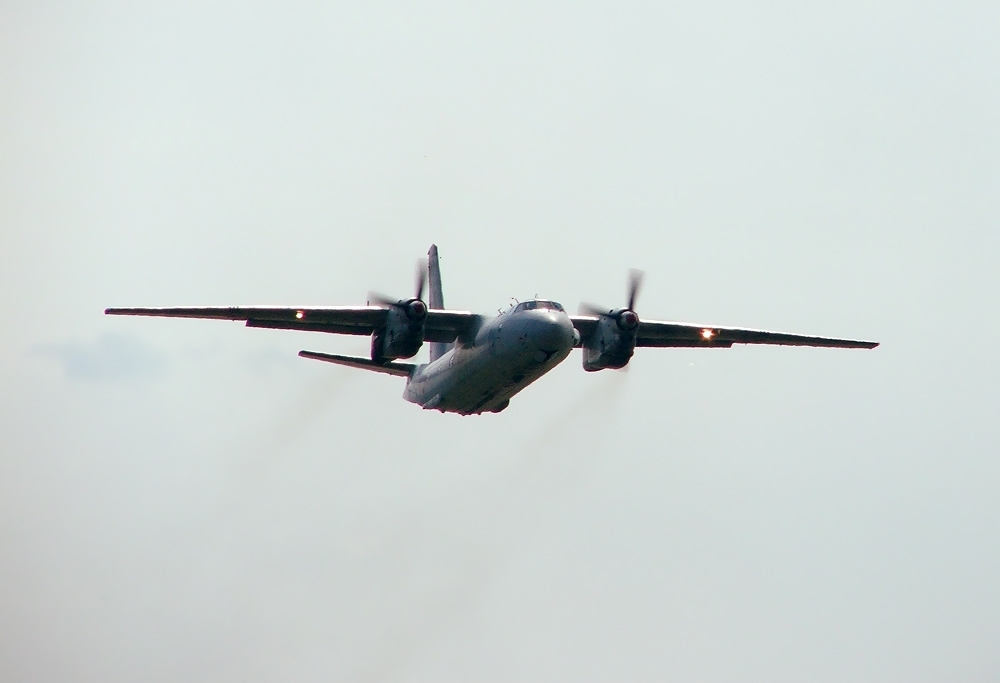
Ан-26

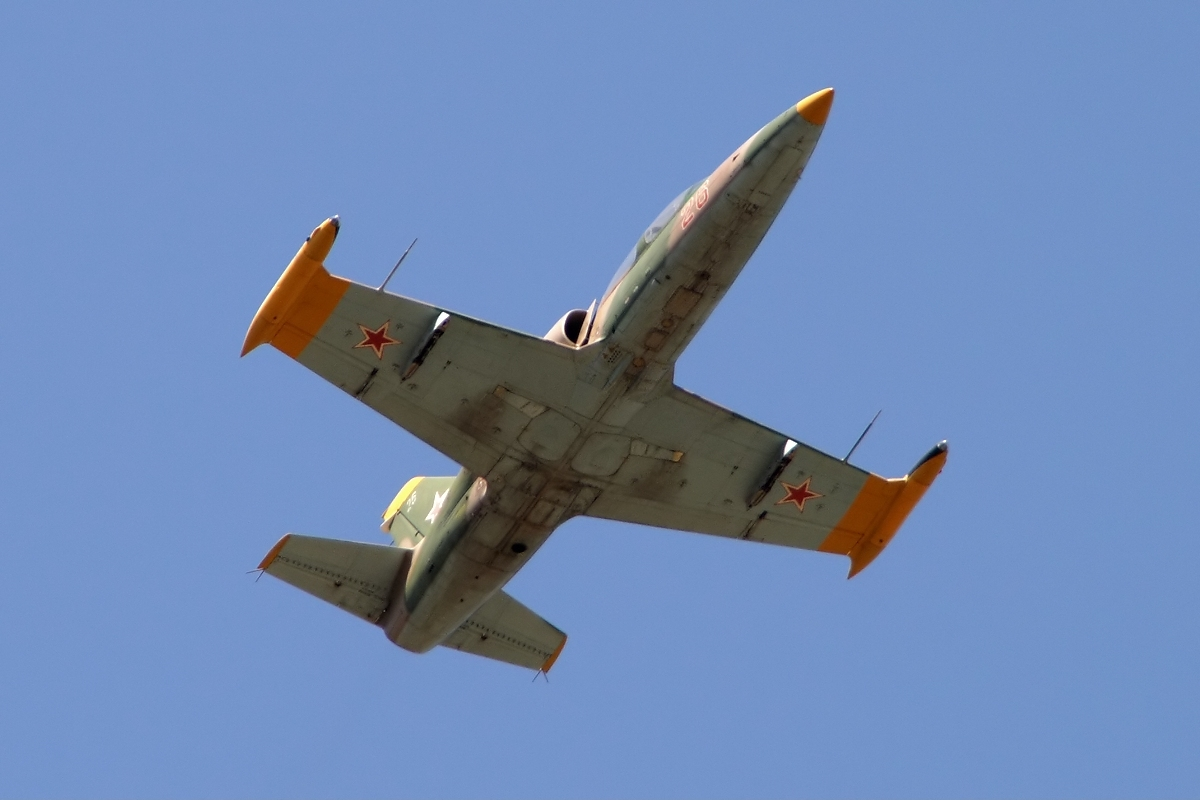
L-39